# طالبان تاجیکستان
جماعت انصارالله (تاجیکی: Ҷамоати Ансоруллоҳ ҳ) که با نام طالبان تاجیکستان نیز شناخته می‌شود (تاجیکی: Толибони Тоҷикистон) یک جنبش ستیزه‌جوی اسلام‌گرای تاجیک است که در حال حاضر در بدخشان افغانستان مستقر است. این گروه با القاعده مرتبط است.

## تاریخ
جماعت انصارالله در سال ۲۰۰۶ به رهبری امرالدین طباروف تشکیل شد که متشکل از اعضای اسلام‌گرا و مخالف حکومت تاجیکستان بودند که از پذیرفتن آتش‌بس سال ۱۹۹۷ که به جنگ داخلی تاجیکستان پایان داد، خودداری کردند. در سال ۲۰۱۰ با انجام یک بمب‌گذاری انتحاری در شهر خجند، یک ایستگاه پلیس را هدف قرار دادند، شهرت یافت. سه نفر کشته و ۲۵ نفر زخمی شدند. این گروه در سال ۲۰۱۲ توسط دولت تاجیکستان ممنوع شد.
در سال ۲۰۱۵، مؤسس این گروه توسط نیروهای امنیت ملی افغانستان کشته شد. پس از او پسر یکی از نزدیکترین یارانش، محمد شفیروف، که بیشتر به مهدی ارسلون شهرت دارد، رئیس گروه شد.
در جریان حمله تابستانی سال ۲۰۲۱، طالبان افغانستان کنترل امنیتی پنج ولسوالی در شمال ولایت بدخشان را به طالبان تاجیک و ارسلون واگذار کرد.
بنا بر گزارش‌ها، در سپتامبر ۲۰۲۱، ارسالون قصد داشت به تاجیکستان حمله کند و با جنبش اسلامی طالبان برای هدایت عملیاتی مشورت کرد.

## نیروی انسانی و استخدام
بسیاری از آن‌ها فرزندان و بستگان نسل اصلی مجاهدین هستند. گزارش‌های دیگر حاکی از آن است که کمتر از ۱۰۰ جنگ‌جو دارد.
انصارالله همچنین از افغانستان، تاجیکستان، پاکستان، آسیای میانه و روسیه سربازگیری می‌کند. گزارش شده‌است که فردی که عامل بمب‌گذاری انتحاری سال ۲۰۱۰ در یک ایستگاه پلیس در خجند بود در یک اردوگاه آموزشی القاعده آموزش دیده‌است.

## اقدامات
طالبان تاجیکستان از زمان تأسیس خود در خارج تاجیکستان و شمال افغانستان فعالیت می‌کند و از طالبان و حرکت اسلامی ازبکستان حمایت می‌شود. این گروه در حال حاضر به عنوان محافظان مرزی در شمال ولایت بدخشان خدمت می‌کند و مسئولیت رسیدگی به امنیت را توسط امارت اسلامی افغانستان در ولسوالی‌های کوف‌آب، خواهان، مایمی، نسی و شکی بر عهده دارد. آن‌ها همچنین جوند و آب‌کمری در ولایت بادغیس را تحت کنترل دارند.
پس از ساخت برج دیده‌بان، تاجیکستان شروع به جدی گرفتن این گروه کرد. این گروه با اسپری نام «مهدی ارسلون» را در بدخشان افغانستان را، با فونت بزرگی که از ولایت خودمختار بدخشان کوهستانی تاجیکستان قابل مشاهده بود، نقاشی کردند. اعضا و حامیان طالبان تاجیکستان، که همگی شهروند تاجیک هستند، در امتداد رودخانه پنج که افغانستان و تاجیکستان را از هم جدا می‌کند، به شکلی نمایشی قدم زدند. گزارش شده‌است که آن‌ها تقریباً هر روز به برج مراقبت خود می‌آیند و با بلندگویی به مقامات تاجیکستان توهین می‌کنند. تنش‌ها با طالبان افغانستان و تاجیکستان به دلیل حمایت تاجیکستان از ائتلاف شمال و جبهه مقاومت ملی افغانستان بالا بوده و مقامات تاجیکستان اظهار داشتند که اگر طالبان به این گروه اجازه فعال ماندن و تهدید تاجیکستان را می‌دهد، بی‌اعتمادی را افزایش می‌دهد و آنها را احساس خطر می‌کند، هرچند ذبیح‌الله مجاهد سخنگوی طالبان در یک سخنرانی گفت که هیچ تهدیدی از سوی افغانستان برای هیچ کشور همسایه صورت نخواهد گرفت و این مورد سوء استفاده از قدرت یک فرمانده جنگ است و از دولت تاجیکستان خواست تا برای حل این موضوع با آن‌ها همکاری کند.

## اهداف و مقاصد
هدف این گروه سرنگونی دولت کنونی تاجیکستان و جایگزینی آن با یک نظام اسلامی تندرو تحت حاکمیت شریعت است. در سال ۲۰۱۱، این گروه یکسری ویدئو منتشر کرد که در آن گفته می‌شد، مسلمانانی که نماز را برپا می‌دارند و روزه می‌گیرند، اما همچنان از دموکراسی حمایت می‌کنند، کافر بوده و خداوند به وسیله آن‌ها کافران را می‌کشد، بنابراین سعادتمندند.

## ایدئولوژی
این سازمان همراه با سایر گروه‌های جهادی مانند طالبان افغانستان، طالبان پاکستان، القاعده و جنبش اسلامی ترکستان شرقی انگیزه‌ها و اهداف مشابه‌ای داشتند. هدف این سازمان گسترش افراط گرایی اسلامی برای اجرای بنیادگرایی اسلامی و شریعت به سبک طالبان افغانستان در تاجیکستان و تبدیل تاجیکستان به امارت اسلامی مشابه افغانستان است.